# Spinocalanus hirtus
Spinocalanus hirtus är en kräftdjursart. Spinocalanus hirtus ingår i släktet Spinocalanus och familjen Spinocalanidae. Inga underarter finns listade i Catalogue of Life.